# Cratere Tara
Tara  è un cratere sulla superficie di Marte.